# Кобилица (връх)
Кобилица (на македонска литературна норма: Кобилица; на албански: Kobilicë) е връх в планината Шар, разположена на границата между Северна Македония и Косово. Височината му е 2528 m и се намира в централната част на главния рпланински рид, формиращ границата.
Кобилица е стръмен, остър конусообразен връх. Северните му ребра са скалисти и недостъпни. Известен е с пирамидалната си форма и скалния ръб Трескавец и понякога е наричан Тетовския Матерхорн.
В своята книга „Материали по изучаванието на Македония“ българският революционер и етнограф Гьорче Петров пише:
„Кобилица е стръменъ съвършено гладъкъ правиленъ конусъ, до самия върхъ покритъ съ зелена морава. Вида на този върхъ, макаръ и да обхваща величественъ планински ландшафтъ, не е толкова значителенъ, колкото отъ върха на Люботрънъ, тъй като окрѫжающитѣ го върхове го ограничаватъ“.
В самото подножие на върха, от западната му страна, се намира Шарският проход, по който се минава от Тетово за Призрен.